# 21970 Tyle
21970 Tyle este un asteroid din centura principală de asteroizi.

## Descriere
21970 Tyle este un asteroid din centura principală de asteroizi. A fost descoperit pe 1 decembrie 1999 la Socorro, New Mexico, în cadrul proiectului LINEAR. El prezintă o orbită caracterizată de o semiaxă mare de 2,30 ua, o excentricitate de 0,17 și o înclinație de 6,1° în raport cu ecliptica.